# 愛知県立豊田北高等学校
愛知県立豊田北高等学校（あいちけんりつとよたきたこうとうがっこう）は、愛知県豊田市にある県立の高等学校。愛称は「豊北」又は「北高」。

## 概要

### 学習面の特色
豊田市内では比較的新しい公立高校。
「二練四学」の精神を掲げ、家庭学習の充実を図っている。また、スタディークラスと呼ばれる特進クラスの形成によって習熟度別学習を行っている。
早朝、授業後（3年生のみ）、また長期休暇中には全員参加の補習授業を行い、生徒の進路実現に向けて教員がサポートを行っている（全員参加）。
夏期においては、2・3年生を対象とした学習合宿が行われていたが、現在は校内での学習会（サマーセミナー）が行われている。

### その他の特色
毎年、球技大会が行われ、全校を挙げての熱戦が繰り広げられる。
文化祭、体育祭は3日間にわたって行われる。生徒たちの熱気あふれる行事となっている。また、外部からの招待者（中国雑技団・音楽グループなど）による発表も行われている。体育祭では、マスゲームが名物とされていたが、授業時間数の不足と指導者の不足によってフォークダンスにとって代わられたが、これも、マスコット作りにとって代わられている。
作製されたマスコットは、もらい手がいれば引き取ってもらうため、主に学校周辺の施設や会社などで見かけることがしばしばある。
一級河川矢作川（やはぎがわ）のほとり、豊田市のシンボルでもある豊田大橋と豊田スタジアムを臨むというすばらしい立地で、豊田スタジアムでコンサートやライブなどが行われるときはその音が流れてくることもある。
豊田大橋が利用でき市街地にも近いため、便利な立地にある。試験前ともなると、豊田市駅前の参合館で学習をする生徒が多数見受けられる。
前述のように、矢作川が隣を流れており、過去の東海豪雨の際には、豊田スタジアムの建設途中ということも相まって、周辺整備が進んでおらず、学校周辺が一部水没した。学校は休校措置がとられた。
北高生の8割が自転車通学である。
2005年（平成17年）～2008年（平成20年）と4年連続で水泳部が、高校総体に出場。
2007年（平成19年）・2008年（平成20年）と2年連続でボート部が、高校総体に出場。

## 学校行事
- 4月：新入生歓迎会、オリエンテーション合宿（1年生）
- 5月：定期考査Ⅰ
- 6月：球技大会
- 7月：夏季補習（前半）
- 8月：北高体験入学、サマーセミナー（3年生）、夏季補習（後半）
- 9月：玄武祭（文化発表会、体育大会）、修学旅行（2年生）、定期考査Ⅱ
- 11月：定期考査Ⅲ
- 1月：百人一首大会（1年生）
- 2月：卒業送別会、定期考査Ⅳ
- 3月：卒業式

## 生徒会活動・部活動など

### 運動部
- 硬式野球
- ソフトボール
- ソフトテニス
- 卓球
- サッカー
- バレーボール
- バスケットボール
- 陸上競技
- ボート
- 水泳
- 弓道
- ハンドボール

### 文化部
- 吹奏楽
- 芸術（美術・写真）
- 科学
- 書道
- 軽音楽
- 茶道
- 華道
- 演劇
- JRC
- 囲碁・将棋

## 交通
- 名鉄三河線・豊田線 豊田市駅下車、徒歩で約15分～20分。
- 愛知環状鉄道・愛知環状鉄道線 新豊田駅下車、徒歩で約20分。
- 名鉄バス「豊田北高前」バス停より徒歩で約7分。
- とよたおいでんバス「豊田スタジアム東」バス停より徒歩で約5分。
- バイク通学：遠隔地で最寄の公共交通機関まで、など厳しい制限あり。

## 出身者
- 宇井かおり（歌手）
- 渡邉哲也[1]（経済評論家）
- 小鳥遊しほ（イラストレーター・フードコーディネーター）
- 金田アキ （声優）
- 犬飼若博（俳優）